# Jabłowo (gromada)
Jabłowo – dawna gromada, czyli najmniejsza jednostka podziału terytorialnego Polskiej Rzeczypospolitej Ludowej w latach 1954–1972.
Gromady, z gromadzkimi radami narodowymi (GRN) jako organami władzy najniższego stopnia na wsi, funkcjonowały od reformy reorganizującej administrację wiejską przeprowadzonej jesienią 1954 do momentu ich zniesienia z dniem 1 stycznia 1973, tym samym wypierając organizację gminną w latach 1954–1972.
Gromadę Jabłowo z siedzibą GRN w Jabłowie utworzono – jako jedną z 8759 gromad na obszarze Polski – w powiecie starogardzkim w woj. gdańskim na mocy uchwały nr 23/III/54 WRN w Gdańsku z dnia 5 października 1954. W skład jednostki weszły obszary dotychczasowych gromad Jabłowo, Jabłówko i Lipinki Szlacheckie oraz miejscowość Grabowiec z dotychczasowej gromady Grabowiec ze zniesionej gminy Bobowo, a także obszar dotychczasowej gromady Barchnowy ze zniesionej gminy Starogard – w tymże powiecie. Dla gromady ustalono 13 członków gromadzkiej rady narodowej.
1 stycznia 1960 gromadę zniesiono, a jej obszar włączono do gromad: Rywałd z siedzibą w Starogardzie Gdańskim (miejscowość Barchnowy) i Bobowo (miejscowości Grabowiec, Jabłowo, Jabłówko, Mysinek i Lipinki Szlacheckie) w tymże powiecie.